# 大竹市立大竹小学校
大竹市立大竹小学校（おおたけしりつ おおたけしょうがっこう）は、広島県大竹市白石二丁目にある公立小学校。

## 沿革
- 1873年 - 勝善寺を仮校舎として成業館が設立された。
- 1887年 - 大竹尋常小学校に改称。
- 1947年 - 大竹町立大竹小学校に改称。
- 1954年 - 市制施行に伴い大竹市立大竹小学校に改称。
- 1973年 - 創立百周年記念行事開催。
- 2009年 - 新校舎工事を開始
- 2010年 - 第1期工事終了
- 2023年 - 創立百五十周年を記念した